# Speed Webb
Speed Webb, geboren als Lawrence Arthur Webb (Peru, 18 juli 1906 - 4 november 1994), was een Amerikaanse jazzmuzikant (zang, drums) en orkestleider.

## Biografie
Webb had als kind vioolles en leerde daarna mellofoon en drums. Op 17-jarige leeftijd formeerde hij zijn eigen dansband. Hij studeerde muziek aan de University of Illinois. Hij wees echter de door zijn ouders geplande carrière als ondernemer af en speelde vanaf 1925 bij de Hoosier Melody Lads, een nieuw geformeerde achtkoppige band uit Muncie. Met zijn eigen orkest, een territory band, waarin ook de pianist Alex Hill en de trompettist Reunald Jones speelden, trad hij hoofdzakelijk op in het Forest Park in Toledo. Later ging hij op tournee naar Californië, waar de MGM Studios hem contracteerden voor filmoptredens zoals in Der Schmugglerkönig von Manhattan (1928).
Na zijn tijd in Hollywood breidde Webb zijn ensemble uit tot een bigband in Fort Wayne en haalde enkele nieuwe muzikanten bij de formatie, waaronder de trompettist Roy Eldridge en de pianist Teddy Wilson. Op dat moment stopte hij met drummen en concentreerde hij zich op de leiding van het orkest. In het stadium van de grote depressie na 1929 vervolgde Webbs band succesvol hun tournees. Onder de naam Hollywood Blue Devils bestonden ze nog tot 1938. Nadat Speed Webb zijn orkest had ontbonden, begon hij met een verplegersopleiding en werkte hij later in South Bend.

## Overlijden
Speed Webb overleed in november 1994 op 88-jarige leeftijd.